# Jagdfliegerführer Deutsche Bucht
Jagdfliegerführer Deutsche Bucht foi o comando de uma das primeiras divisões aéreas da Luftwaffe no início da Segunda Guerra Mundial. Foi formado em Dezembro de 1939 em Jever, para coordenar a defesa do espaço aéreo localizado a noroeste da Alemanha. No dia 1 de Dezembro de 1943, houve uma re-estruturação da Luftwaffe e este comando passou a designar-se Jagdfliegerführer 2, ficando subordinado à 2. Jagddivision. O quartel-general estava locado em Jever, e a partir de 1943 passou para Stade.

## Comandantes
- Major-general Carl-August Schumacher, 1 de Dezembro de 1939 - 31 de Julho de 1941
- Tenente-general Werner Junck, 1 de Agosto de 1941 - 31 de Março de 1942
- Major-general Hermann Frommherz, 1 de Abril de 1942 - 30 de Setembro de 1942[2]
- Coronel Karl Hentschel, 17 de Agosto de 1942 - 1 de Outubro de 1943
- Coronel Johann Schalk, 1 de Outubro de 1943 - 1 de Dezembro de 1943